# Paraulacizes thunbergi
Paraulacizes thunbergi är en insektsart som först beskrevs av Carl Stål 1864.  Paraulacizes thunbergi ingår i släktet Paraulacizes och familjen dvärgstritar. Inga underarter finns listade i Catalogue of Life.